# CA Platense
Platense (egentligen Club Atlético Platense) är en argentinsk fotbollsklubb. David Trezeguet spelade där innan han gick till AS Monaco.